# Johnson Controls
Johnson Controls este o companie producătoare de componente auto din Statele Unite.
Johnson Controls Europe a raportat în anul 2005 o cifră de afaceri de aproximativ 7 miliarde de euro.
În anul 2006, numărul de angajați ai grupului la nivelul Europei se ridica la peste 32.000, iar la nivel mondial la 77.000.
În decembrie 2010, compania avea 130.000 de angajați și peste 200 de fabrici în întreaga lume.

## Johnson Controls în România
Filiala din România a fost înființată în anul 2002.
Grupul american are în România în prezent trei uzine, la Pitești, Mioveni și Ploiești.
Johnson Controls a inițiat o investiție de 16,5 milioane euro în anul 2004 în România pentru construirea unei fabrici producătoare de tapițerie pentru automobile la Ploiești.
Este unul dintre cei mai importanți furnizori ai Automobile Dacia, pentru care a produs 600.000 de scaune și 300.000 de banchete în anul 2006.
Număr de angajați în 2009: 2.000
Cifra de afaceri:
- 2008: 154,4 milioane euro[5]
- 2007: 143,3 milioane euro[5]
- 2005: 82,5 milioane euro[3]